# DB-Baureihe Klv 20
Der Kleinwagen Klv 20 ist ein Nebenfahrzeug (Bahnmeisterei-Draisine) für Streckenbereisungszwecke und Instandhaltungsarbeiten an Bahnanlagen (z. B. Signal- und Fernmeldeanlagen) der Deutschen Bundesbahn.

## Entwicklung

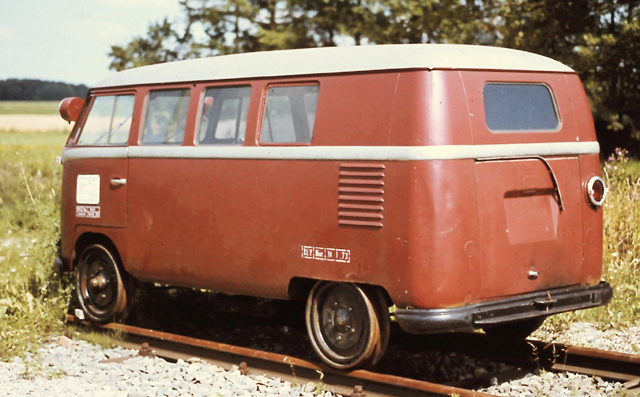
Seitenansicht des Prototyps (Klv 20-5031)

Die Deutsche Bundesbahn orderte im Jahr 1954/1955 neue Betriebsamts-Draisinen. Nachdem ein Prototyp mit einer VW-Bus-Karosserie vom T1 ausgestattet worden war, wurden bei Martin Beilhack, Rosenheim und WMD je 15 Stück geordert. Dabei wurde auf Großserientechnik aus dem Automobilbau zurückgegriffen. Es wurde die Karosserie übernommen und der luftgekühlte Boxermotor mit 28 PS (21 kW) Leistung. Die VW-Karosserie wurde auf einen geschweißten Rahmen gesetzt und gemäß den Vorschriften des Bahnverkehrs modifiziert.

## Geschichte
Bis 1977 waren bei der DB alle Fahrzeuge ausgemustert. Teilweise wurden sie von anderen Bahnbetrieben oder museal übernommen. Sieben Fahrzeuge sind noch erhalten.
Ein Klv-20 wurde zunächst im Bahnbetriebswerk Plattling eingesetzt. In den 1970er Jahren wurde er in die Pfalz verkauft und kam 1988 zu einem Eisenbahn-Sammler in Hessen. DieVolkswagen Nutzfahrzeuge Oldtimer in Hannover richteten ihn wieder her: er wurde Mitte Mai 2024 nach zahlreichen Probefahrtkilometern auf der Draisinenstrecke über das Lengenfelder Viadukt bei Lengenfeld unterm Stein Teil der Sammlung.
Bei dem Event "Bulli & Coffee" am 2. Juni 2024 in Hannover anlässlich des "Internationalen VW Bus Day" stellt VW den "Draisinen-Bulli" von 1955 als Neuzugang in der Sammlung vor.
Ein Klv 20 kam in den 90er Jahren in das Deutsche Technikmuseum (DTMB) in Berlin.
Bei den Eisenbahnfreunde Grenzland e.V. (EFG) steht die Draisine Klv 20 - 5010 "Schienenbulli" eines Sammlers, der das Fahrzeug als Dauerleihgabe zur Verfügung stellt. Das Fahrzeug wurde aufgearbeitet. Es ist funktionstüchtig und wird für museale Aktivitäten eingesetzt.

## Antrieb
Die Klv 20 sind mit dem luftgekühlten VW-Industriemotor mit 28 PS (21 kW) ausgerüstet, der dem Motor des VW-Käfers ähnelt.
Die Kraftübertragung erfolgt über Kupplung und Schaltgetriebe aus dem Automobilbau, es sind vier Vorwärtsgänge und ein Rückwärtsgang vorhanden. Die Höchstgeschwindigkeit beträgt 70 km/h.

## Hebe- und Drehvorrichtung
Die Klv 20 sind wie auch andere Kleinwagen mit einer mechanischen Hebe- und Drehvorrichtung ausgerüstet. Sie besteht aus einem mittig unter dem Fahrzeug befindlichen Stahlprofilgestell, das mittels Handkurbel vom hinteren Fahrzeugende aus abgesenkt werden kann und sich dann auf den Schienen abstützt. Das Fahrzeug wird dadurch im Bereich seines Schwerpunktes unterstützt, so dass eine Person ausreicht, um es in die Gegenrichtung zu drehen und wieder einzuspuren, statt im Rückwärtsgang zum Ausgangspunkt fahren zu müssen.